# Semej
Semej (in kazako Семей?, Semeı; in russo Семей?, Semej), già Semipalatinsk (in kazako Семипалатинск?, Semıpalatınsk; in russo Семипалатинск?, Semipalatinsk) e Alash-kala (in kazako Алаш-қала?, Alash-qala), è una città autonoma (in kazako қаласы?, qalasy) del Kazakistan, situata nella regione di Abaj della quale è il capoluogo.
Con più di 300 000 abitanti, è la seconda città per popolazione della regione, nonché la nona del Paese.

## Geografia fisica
Sorge nella parte centro-orientale del Kazakistan, sulle rive del fiume Irtyš, vicino al confine con il territorio dell'Altaj (Federazione Russa).
Si trova sulla strada che, passando poi per Barnaul, collega il Kazakistan Orientale a Novosibirsk, nell'oblast' omonimo.

## Storia
In una posizione strategica sulle rive del fiume Irtyš, il territorio fu a lungo conteso tra i cosacchi (v. Khanato di Kazach) e gli zungari (v. Khanato degli Zungari), ma le guerre che ne scaturirono fecero sì che degli antichi insediamenti che vi sorgevano rimanesse poco o niente.
La città moderna, sorta nei pressi di un monastero buddista in rovina, risale al 1718, quando i russi di Pietro I vi edificarono un forte militare. Tra i soldati che vi prestarono servizio è da annoverare lo scrittore Fëdor Dostoevskij che, in qualità di coscritto, vi trascorse circa due anni.
Dal complesso monasteriale, di cui restavano in piedi "sette edifici" (in russo семь палат?, sem' palat), il forte prese poi il nome di Sem Palat, sicché alla città fu dato il nome di Semipalatinsk (in kazako e in russo Семипалатинск?, Semipalatinsk), che mantenne, quasi ininterrottamente, fino al 2007.
Per una breve parentesi, infatti, tra il 1917 e il 1920, la città fu, con il nome di Alash-kala (in kazako Алаш-қала?, Alaş-qala), la capitale dell'Autonomia di Alash.

## Poligono
Durante la guerra fredda fu una città chiusa dell'Unione Sovietica, e nelle sue vicinanze sorse il poligono nucleare omonimo, che tra il 1949 ed il 1989 vide brillare più di 450 ordigni nucleari, sia in atmosfera che sottoterra.
Le radiazioni contaminarono più di 220.000 civili, molti dei quali morirono, svilupparono tumori o subirono mutazioni genetiche, con conseguenze finanche nel XXI secolo.

## Società

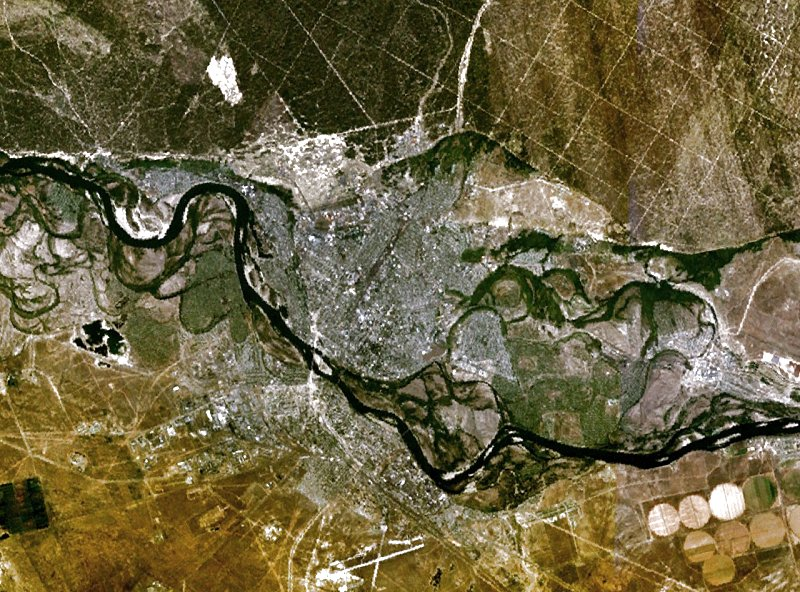
Foto aerea di Semej.

Il nuovo ponte cittadino.

### Evoluzione demografica
- 1979: 282.574[1]
- 1989: 334.402[1]
- 1999: 269.574[1]
- 2009: 299.264[1]
- 2016: 318.053[1]

## Amministrazione

### Gemellaggi
- Ypres

## Infrastrutture e trasporti
La città è servita dall'aeroporto omonimo, che dista circa 8 chilometri dal centro.